# Ministério das Obras Públicas, Urbanismo e Habitação
| Ministério das Obras Públicas, Urbanismo e Habitação                 |                                    |
| Edifício do MINOPOT, Largo da Mutamba, Luanda, LU minopot.gov.ao/ao/ |                                    |
| Criação                                                              | 1975 (50 anos)                     |
| Atual ministro                                                       | Carlos Alberto Gregorio dos Santos |

O Ministério das Obras Públicas, Urbanismo e Habitação (MINOPUH) é um órgão do Governo da República de Angola que, em sua estrutura administrativa, formula e executa a política nacional nos domínios da construção e manutenção das infraestruturas públicas, além das políticas nacionais de urbanização, de moradia e de saneamento. Sua autoridade superior é o Ministro das Obras Públicas, Urbanismo e Habitação.

## Histórico
As raízes do ministério estão no Acordo do Alvor, que estabeleceu o Conselho Presidencial do Governo de Transição. Foi criada a pasta do Ministério das Obras Públicas, Habitação e Urbanismo em 15 de janeiro de 1975, liderada pelo ministro Manuel Alfredo Resende de Oliveira. Em agosto do mesmo ano as funções foram suspensas.
O ministério foi formalmente recriado em novembro de 1975 como Ministério das Obras Públicas, Habitação e Transportes, sendo denominado posteriormente como Ministério da Construção e Obras Públicas e como Ministério das Obras Públicas, Ordenamento do Território e Habitação. O atual Ministro das Obras Públicas, Urbanismo e Habitação é Carlos Alberto Gregorio dos Santos.

### Lista de ministros
| Ministro                                  | Início | Fim      |
| ----------------------------------------- | ------ | -------- |
| Manuel Alfredo Resende de Oliveira        | 1975   | 1978     |
| Horácio Pereira Brás da Silva             | 1978   | 1980     |
| Manuel Alves dos Passos Barroso Mangueira | 1980   | 1983     |
| Jorge Henrique Varela de Melo Dias Flora  | 1983   | 1986     |
| João Henriques Garcia Cabelo Branco       | 1986   | 1991     |
| Mateus Morais de Brito Júnior             | 1991   | 1996     |
| Pedro Van-Dúnem Loy                       | 1996   | 1997     |
| António Henriques da Silva                | 1997   | 2001     |
| Higino Carneiro                           | 2001   | 2010     |
| José dos Santos da Silva Ferreira         | 2010   | 2010     |
| Fernando Alberto Soares da Fonseca        | 2010   | 2013     |
| Waldemar Pires Alexandre                  | 2013   | 2016     |
| Artur Carlos Andrade Fortunato            | 2016   | 2017     |
| Manuel Tavares de Almeida                 | 2017   | 2022     |
| Carlos Alberto Gregorio dos Santos        | 2022   | presente |